# Полет 343 на „Аерофлот“
Полет 343 на „Аерофлот“ е редовен международен пътнически полет от международното летище „Шереметиево“, Москва, Руска съветска федеративна социалистическа република, Съюз на съветските социалистически републики, до международното летище „Хорхе Чавес“, Каляо, Перу, с планирани междинни кацания в Люксембург (Люксембург) и Бойерос (Куба), управляван от „Аерофлот“. На 29 септември 1982 г. самолетът „Ил-62M“, който изпълнява полета, излиза от пистата при кацане в Люксембург, удря се в частично заровена сграда и пада в гористо дере, разположено на 1200 м от прага на пистата. В инцидента загиват 7 души от общо 77 пътници и екипаж на борда на машината.
Разследването определя, че вероятната причина за инцидента е механична повреда на реверсорите на тягата на двигател № 1.